# Lemaitreopsis holmi
Lemaitreopsis holmi is een tienpotigensoort uit de familie van de Pylojacquesidae. De wetenschappelijke naam van de soort is voor het eerst geldig gepubliceerd in 2007 door McLaughlin.